# Terminalia luteola
Terminalia luteola är en tvåhjärtbladig växtart som beskrevs av Albert Charles Smith. Terminalia luteola ingår i släktet Terminalia och familjen Combretaceae. Inga underarter finns listade i Catalogue of Life.